# Federico de Buxhoeveden
Federico Guillermo de Buxhoeveden (en ruso: Фёдор Фёдорович Буксгевден, Fiódor Fiódorovich Booksgevden; también escrito: Feodor Buxhoeveden, Buxhœwden) (n. 14 de septiembre de 1750 Võlla, Livonia - m. 23 de agosto de 1811 cerca de Kullamaa, actual Estonia) fue un conde y general de infantería ruso. Buxhoeveden comandó a los ejércitos rusos durante la Guerra finlandesa.

## Familia
Los Buxhoevedens, una familia alemana del Báltico de Estonia, tienen sus raíces en Bexhövede en Baja Sajonia.
La esposa de Buxhoeveden, la condesa Natalia Alekséyeva, fue la hija ilícita de Grigori Orlov (1734-1783) con una dama de la corte, pero su madre - contrario a ciertas creencias - no fue la Emperatriz Catalina, sino una miembro de la familia Apraksin. La nieta de Buxhoeveden, Varvara Nelídova, fue una amante de Nicolás I de Rusia (1796-1855) por 17 años, entre 1832 y 1855.

## Trayectoria
En 1805 Buxhoevden participó como comandante en la Batalla de Austerlitz, contribuyendo al fracaso de la Tercera Coalición en su búsqueda por derrotar a Napoleón al estar borracho durante la batalla.
En 1808 sirvió como Comandante en Jefe en la conquista rusa de Finlandia, y lideró a las tropas rusas durante las primeras batallas de la Guerra Finlandesa (1808-1809).

## Propiedades
Buxhoevden recibió el castillo y las tierras de Koluvere en el oeste de Estonia luego de que la Duquesa Augusta de Brunswick-Wolfenbüttel muriera allí en 1788 bajo circunstancias sospechosas. También era dueño de una mansión en Lígovo, cerca de San Petersburgo.